# Anna Meares
Anna Meares OAM (* 21. September 1983 in Blackwater) ist eine ehemalige australische Radrennfahrerin. Mit zwei Olympiasiegen, elf Weltmeister- und acht ozeanischen Titeln ist sie nicht nur die bisher erfolgreichste Bahnradsportlerin Australiens, sondern auch die bisher erfolgreichste „aller Zeiten“ (Stand 2016). Zudem stellte sie im Laufe ihrer Karriere sechs Weltrekorde auf.

## Sportliche Laufbahn
Anna Meares begann im Alter von elf Jahren mit dem Radsport und trat somit in die Fußstapfen ihrer älteren Schwester Kerrie. Ihr großes Vorbild war die australische Rennfahrerin Kathryn Watt. Obwohl die nächste Radrennbahn zwei Stunden entfernt lag, entschied sie sich für den Bahnradsport.
Der erste große Erfolg von Meares war die Bronzemedaille im Sprint bei den Commonwealth Games 2002. Bei den Olympischen Spielen 2004 in Athen errang sie die Goldmedaille im 500-Meter-Zeitfahren mit einem neuen Weltrekord (33,952 Sekunden) und schlug im Finale die bisherige Rekordhalterin Yonghua Jiang aus China. Damit war sie die erste Frau, die über 500 Meter die Marke von 34 Sekunden knackte; gleichzeitig war sie die erste Australierin, die eine olympische Goldmedaille im Radsport errang.
Im Januar 2008 stürzte Meares beim Bahn-Weltcup in Los Angeles schwer und brach sich einen Nackenwirbel, so dass das Ende ihrer Karriere befürchtet wurde. Doch nur wenige Monate später errang sie bei den Olympischen Spielen 2008 in Peking die Silbermedaille im Sprint. 2009 belegte sie im Teamsprint den ersten Platz bei den UCI-Bahn-Weltmeisterschaften 2009 in Pruszków. 2010 wurde Anna Meares zum dritten Mal Weltmeisterin im 500-m-Zeitfahren sowie zum zweiten Mal im Teamsprint gemeinsam mit Kaarle McCulloch, wobei die beiden Fahrerinnen einen neuen Weltrekord über 32,923s aufstellten. Im selben Jahr gewann sie in bei den Commonwealth Games drei Goldmedaillen: im Sprint, im Teamsprint und im Zeitfahren. 
Bei den UCI-Bahn-Weltmeisterschaften 2011 in Apeldoorn war sie mit drei Goldmedaillen – im Sprint, Keirin und Teamsprint – die erfolgreichste Sportlerin. Bei den UCI-Bahn-Weltmeisterschaften 2012 in Melbourne errang sie gemeinsam mit McCulloch die Silbermedaille im Teamsprint, wurde Weltmeisterin im Zeitfahren und stellte zwei neue Weltrekorde auf. Im selben Jahr wurde sie zum zweiten Mal Olympiasiegerin, im Sprint. Beim zweiten Lauf des Bahnrad-Weltcups 2013/14 in Aguascalientes gewann Meares den Wettbewerb über 500-Meter-Zeitfahren und stellte dabei einen neuen Weltrekord über 32,836 Sekunden auf. 2012 und 2013 gewann sie den Großen Preis von Deutschland im Sprint.
Insgesamt stellte Anna Meares (bis 2015) sechs Weltrekorde auf: Nach dem ersten über 500 Meter bei den Olympischen Spielen in Athen verbesserte sie den Rekord über diese Distanz bis 2013 vier Mal, bis der letzte von der Russin Anastassija Woinowa bei den UEC-Bahn-Europameisterschaften 2015 verbessert wurde. Zudem stellte sie bei den Bahn-Weltmeisterschaften 2012 einen Weltrekord über 200 Meter auf.
Im Juli 2016 wurde bekannt gegeben, dass Anna Meares die australische Mannschaft bei den Olympischen Spielen in Rio de Janeiro als Flaggenträgerin anführen wird. Damit ist Meares nach Dunc Gray im Jahre 1932 der zweite Radsportler als australischer Flaggenträger. Im Keirin-Wettbewerb errang sie die Bronzemedaille. 
Im Oktober 2016 gab Anna Meares ihren Rücktritt vom Leistungsradsport bekannt. Wenige Wochen später wurde in Chandler, einem Vorort von Brisbane, das nach ihr benannte Anna Meares Velodrome eingeweiht, auf dessen Bahn die Namensgeberin selbst die ersten Runden absolvierte.

## Diverses
Wie sie nach ihrem schweren Unfall im Jahre 2008 wieder gesundete und zu ihrer alten Stärke zurückfand, beschreibt Anne Meares in ihrer 2009 veröffentlichten Autobiografie The Anna Meares story.
Anna Meares ist Botschafterin der Little Heroes Foundation, einer Stiftung, die sich für schwer erkrankte Kinder und ihre Familien engagiert. Im Januar 2014 kündigte Meares an, sie werde sich nach den Commonwealth Games 2014 aus Solidarität mit den kranken Kindern eine Glatze scheren lassen, falls sie bis dahin 250.000 Dollar an Spenden gesammelt hätte.
Die Schwester von Anna Meares ist die ebenfalls erfolgreiche ehemalige Bahnradsportlerin Kerrie Meares. Im Februar 2020 wurde Anna Meares Mutter einer Tochter; Vater des Kindes ist der australische Nationaltrainer Nick Flyger.
Im November 2022 wurde Anna Meares vom australischen NOK zum Chef de Mission der australischen Mannschaft für die Olympischen Spiele 2024 in Paris ernannt.
2001 wurde sie mit der Centenary Medal ausgezeichnet. Für ihre Verdienste um den Sport als Goldmedaillengewinner bei den Olympischen Spielen 2004 in Athen erhielt sie 2005 die Medaille des Order of Australia. 2021 wurde sie in die Sport Australia Hall of Fame aufgenommen.

## Erfolge
2001

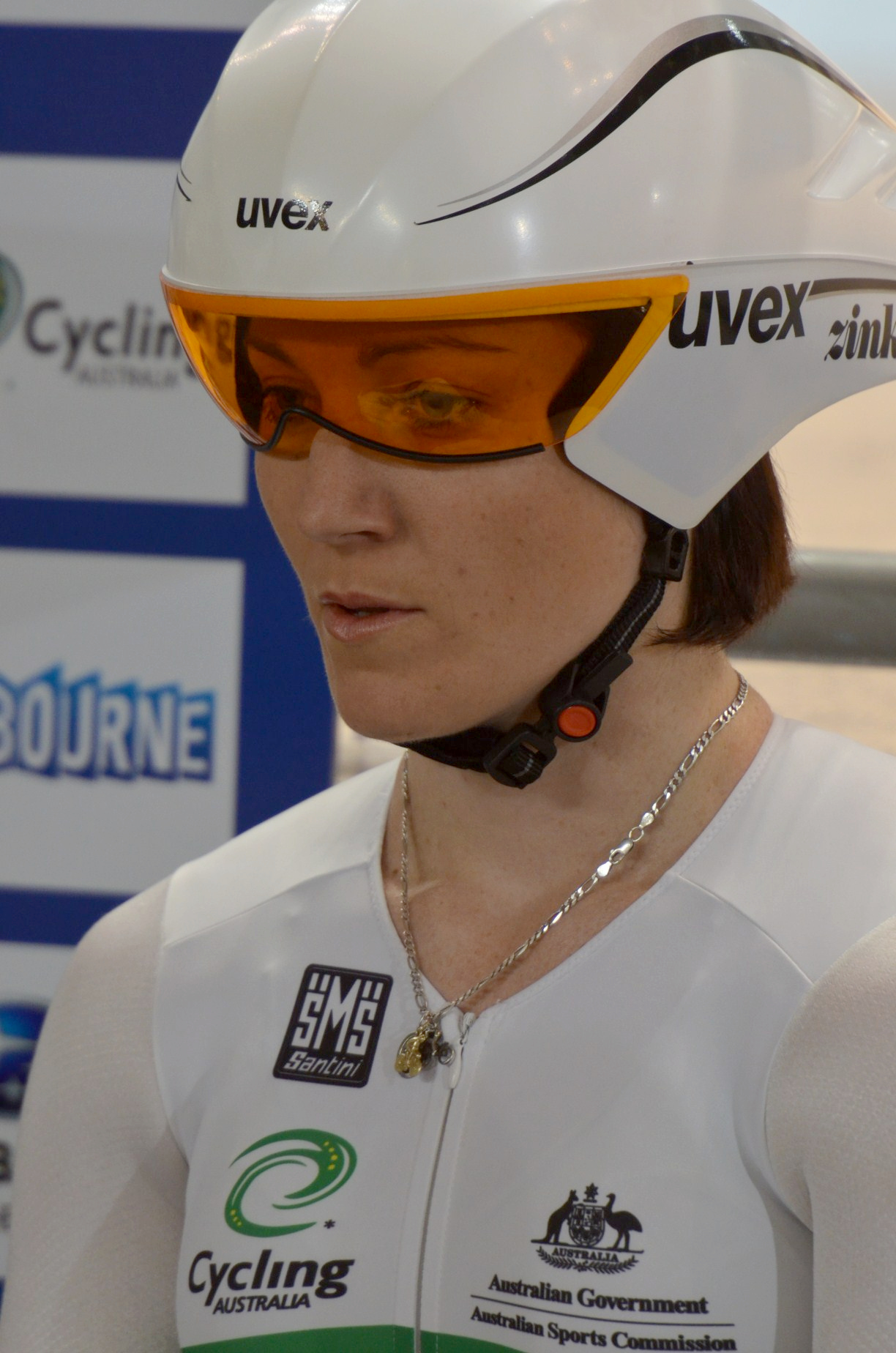
Anna Meares (2012)

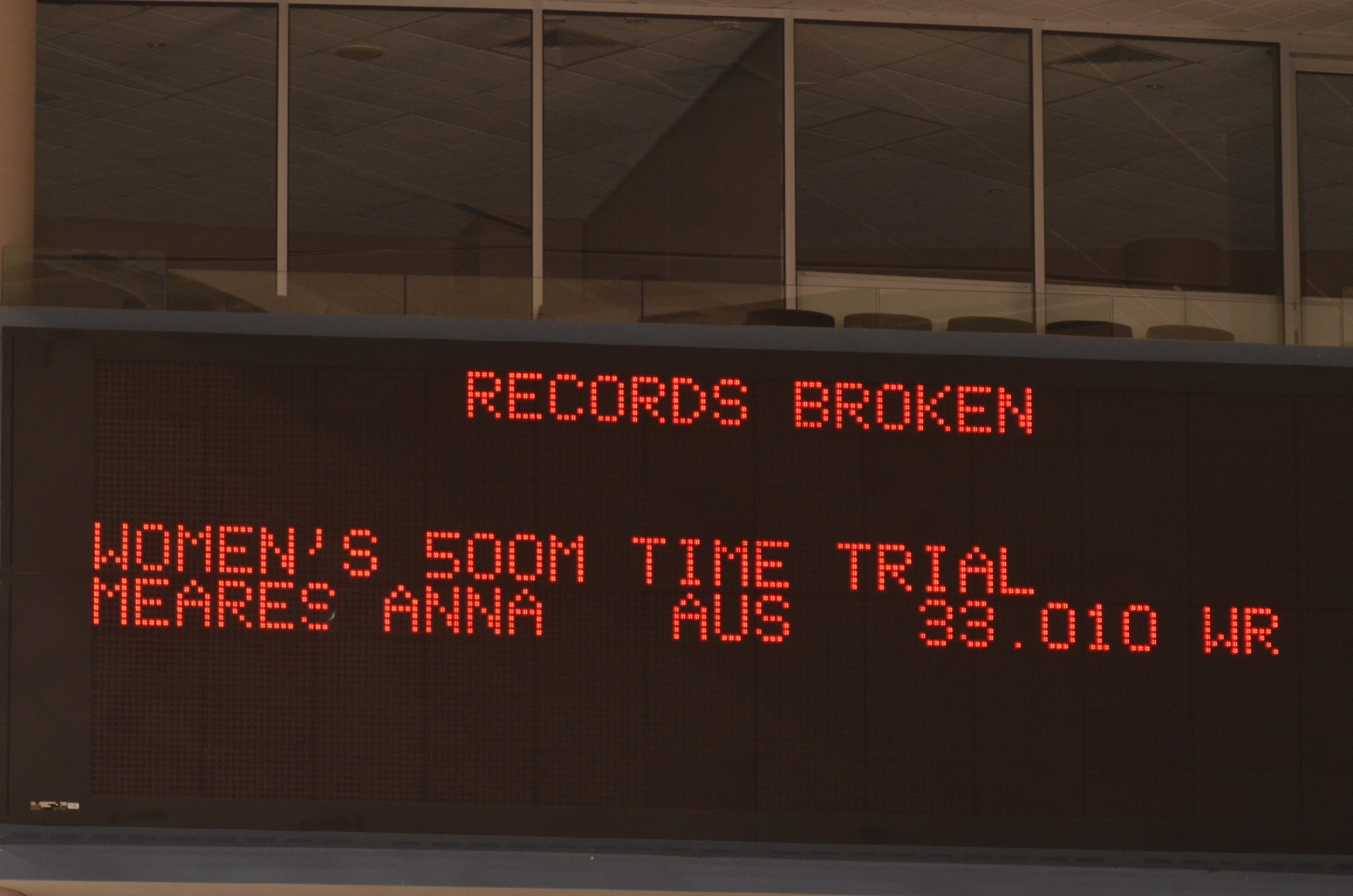
Am 9. April 2012 verbesserte Anna Meares den Weltrekord über 500 Meter.

- Junioren-Weltmeisterin – 500-Meter-Zeitfahren

2002
- Commonwealth Games – Sprint

2003
- Bahn-Weltmeisterschaften – Keirin

2004
- Olympiasiegerin – 500-Meter-Zeitfahren
- Olympische Spiele – Sprint
- Weltmeisterin – 500-Meter-Zeitfahren
- Bahn-Weltmeisterschaften – Sprint
- Australische Meisterin – 500-Meter-Zeitfahren, Teamsprint (mit Hayley Wright)

2005
- Ozeanienmeisterin – Sprint, 500-Meter-Zeitfahren
- Bahn-Weltmeisterschaften – 500-Meter-Zeitfahren
- Bahn-Weltmeisterschaften – Sprint
- Australische Meisterin – 500-Meter-Zeitfahren, Sprint, Keirin, Teamsprint (mit Kerrie Meares)

2006
- Bahn-Weltmeisterschaften – 500-Meter-Zeitfahren
- Commonwealth Games – 500-Meter-Zeitfahren
- Commonwealth Games – Sprint
- Australische Meisterin – Sprint

2007
- Weltmeisterin – 500-Meter-Zeitfahren
- Bahn-Weltmeisterschaften – Sprint, Keirin, Teamsprint (mit Kristine Bayley)
- Ozeanienmeisterin – Sprint
- Australische Meisterin – 500-Meter-Zeitfahren, Keirin, Teamsprint (mit Kerrie Meares)

2008
 Olympische Spiele – Sprint
2009
- Weltmeisterin – Teamsprint (mit Kaarle McCulloch)
- Bahn-Weltmeisterschaften – 500-Meter-Zeitfahren
- Australische Meisterin – 500-Meter-Zeitfahren, Sprint

2010
- Weltmeisterin – 500-Meter-Zeitfahren, Teamsprint (mit Kaarle McCulloch)
- Commonwealth Games – 500-Meter-Zeitfahren, Sprint, Teamsprint (mit Kaarle McCulloch)

2011
- Weltmeisterin – Sprint, Keirin, Teamsprint (mit Kaarle McCulloch)
- Australische Meisterin – Keirin, Sprint

2012
- Olympiasiegerin – Sprint
- Olympische Spiele – Teamsprint (mit Kaarle McCulloch)
- Australische Meisterin – Keirin, Sprint, Teamsprint (mit Rikki Belder)

2013
- Ozeanienmeisterin – Sprint, 500-Meter-Zeitfahren

2014
- Bahn-Weltmeisterschaften – 500-Meter-Zeitfahren, Keirin
- Australische Meisterin – Sprint, 500-Meter-Zeitfahren

2015
- Weltmeisterin – Keirin
- Bahn-Weltmeisterschaften – 500-Meter-Zeitfahren
- Ozeanienmeisterin – Teamsprint (mit Stephanie Morton)
- Ozeanische Radsportmeisterschaft – Keirin
- Australische Meisterin – Sprint, Teamsprint (mit Rikki Belder und Stephanie Morton)

2016
- Olympische Spiele – Keirin
- Australische Meisterin – Sprint, Keirin, Teamsprint (mit Stephanie Morton)